# رندر فارم

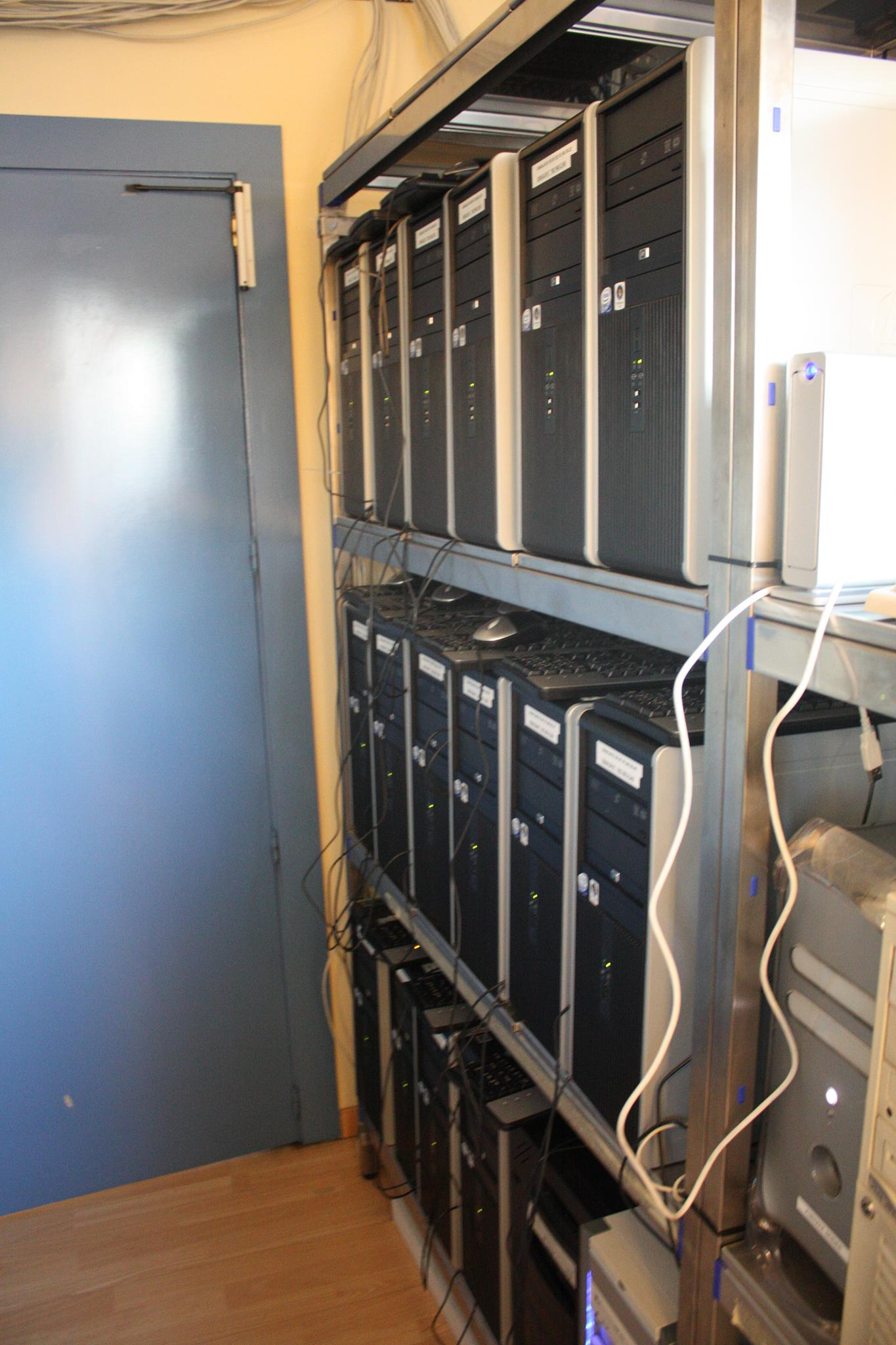
رندر فارم

رندرفارم یا مزرعه رندرگیری به شبکه‌ای از کامپیوترها گفته می‌شود که برای رندر کردن «تصاویر خلق شده به وسیله کامپیوتر» (Computer-Generated Imagery) یا CGI طراحی شده‌است. رندرفارم بیشتر برای جلوه‌های ویژه فیلم‌ها، انیمیشن و پردازشات دسته‌ای افلاین و غیر بی‌درنگ (غیر ریل تایم) استفاده می‌شود و با «رندر وال» یا «دیوار رندرگیری» که برای رندرینگ ریل تایم استفاده می‌شود، متفاوت است. به‌طور معمول رندر تصاویر سه بعدی و انیمیشن‌های با کیفیت بالا برای یک کامپیوتر بسیار زمان بر است و برای این کار از شبکه‌ای از کامپیوترها که به «رندرفارم» معروف است استفاده می‌شود. یک رندرفارم را می‌توان ابر کامپیوتری در نظر گرفت که از اتصال چندین کامپیوتر به هم ایجاد شده‌است و بیشتر در زمینهٔ پردازشات دسته‌ای و موازی قدرتمند است.
رندر تصاویر یک فعالیت «قابل موازی کاری است» است، چنان‌که هر فریم به‌طور معمول می‌تواند به‌طور مستقل از دیگر فریم‌ها رندر شود (یا حتی یک فریم به وسیله چند پردازنده). در طول سال‌ها، پیشرفت در قدرت محاسبه اجازه داده‌است که زمان رندر را کاهش دهیم؛ هرچند که افزایش قدرت کامپیوترها همواره با افزایش انتظار از کیفیت تصاویر همراه بوده‌است. افزایش کیفیت و وضوح تصاویر باعث می‌شود که پروسه رندرینگ نیز به نسبت طولانی‌تر و سنگین تر شود و به همین دلیل باید سخت‌افزار خود به نسبت برای آن قدرتمند تر کنیم. در رندرفارم‌های بزرگ باید از متدهایی استفاده کنیم که پروسهها را به‌طور خودکار بین پردازنده‌ها تقسیم کند. به این گونه نرم‌افزارها «مدیر صف» یا queue manager می‌گویند.